# CONAKAT

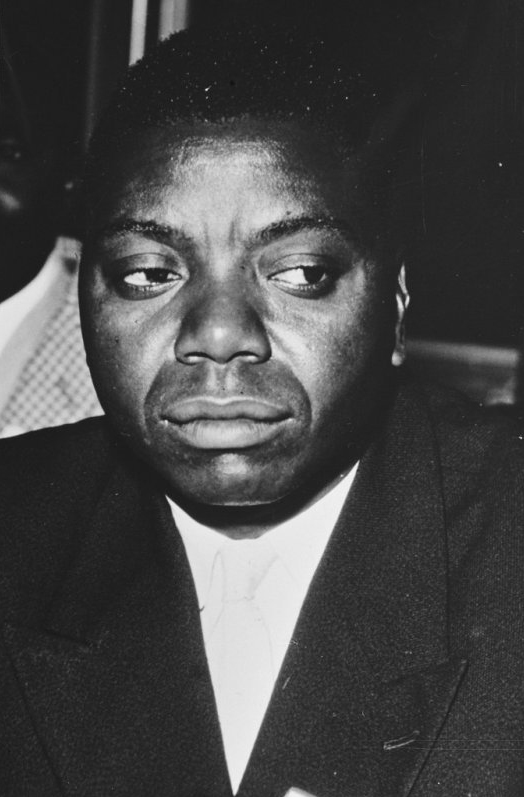
Moïse Tshombe

De CONAKAT (ofwel Conféderation des Associations Tribales du Katanga) was een van de drie belangrijkste politieke partijen in Belgisch Congo en werd geleid door de prowesterse regionalist Moïse Tshombe en de onderwereldfiguur Godefroid Munongo.

## Achtergrond
In de jaren 1950 gingen er in Congo steeds meer stemmen op om zich van de Belgische kolonisator te ontdoen. Patrice Lumumba richtte de unitaristische pro-communistische MNC op, terwijl de stammen uit Neder-Kongo zich onder leiding van Joseph Kasavubu verzamelden in de ABAKO en de stammen uit Katanga onder leiding van Moïse Tshombe in de CONAKAT.
Tijdens de gemeenteraadsverkiezingen van 1957 behaalde de CONAKAT nagenoeg alle zetels in de rijke koperprovincie Katanga tot grote opluchting van de Belgische mineraalgigant Union Minière die er veel belangen had.
In de jaren die de Dipenda voorafgingen, bleek reeds duidelijk dat de CONAKAT geen kans had iets te betekenen op nationaal vlak. De CONAKAT besliste dan ook om naar de nationale verkiezingen van 1959 te gaan met een regionalistisch programma (o.a. de eis voor Katangees zelfbestuur en een fiscale voorkeursbehandeling).
De CONAKAT won in 1959 slechts 8 van de 137 Congolese parlementszetels. Het kartel MNC-ABAKO trachtte alsnog een regering van nationale eenheid samen te stellen, maar de CONAKAT weigerde deelname.
Op 11 juli 1960, een kleine veertien dagen na de Congolese onafhankelijkheid, riep CONAKAT-voorman Moïse Tshombe de onafhankelijkheid van Katanga uit (Katanga Atawina!) hierin gesteund door de blanke missieposten en de economische belanghebbers. Deze secessie zou uiteindelijk tot in januari 1963 standhouden waarna Katanga mandaatgebied van de Verenigde Naties werd.
Pas vanaf 1965 onder het bewind van Mobutu Sese Seko werd Congo onder de naam Zaïre opnieuw een politieke eenheid. De CONAKAT ging vervolgens op in de nieuwe eenheidspartij, de MPR.